# ハーシェル・ウォーカー
ハーシェル・ジュニア・ウォーカー（Herschel Junior Walker、1962年3月3日 - ）は、アメリカ合衆国ジョージア州オーガスタ出身の元プロアメリカンフットボール選手、総合格闘家。
USFL・NFLで活躍したランニングバック（RB）、リターナー。1992年アルベールビルオリンピックのボブスレー競技や総合格闘技大会にも出場している。

## 経歴

### 高校・大学時代
ジョージア州のライツビルで幼少期を過ごしたウォーカーは、あまりスポーツには興味がなく、読書や詩を書くことが好きな子供だった。だが12歳の時に突如スポーツに目覚め、過酷なトレーニングをするようになった。高校入学後には、アメリカンフットボール、バスケットボールと陸上競技をやり始め、1979年には3,167ヤードを獲得、チーム初にして唯一の州チャンピオンへ導く。
卒業時には卒業生総代に選ばれた。
ジョージア大学に進学したウォーカーは、1980年にNCAAの1年生のラッシング記録を更新するなど、ハイズマン賞の投票では1年生ながら3位に入った。在学中にNCAA記録を10個、サウスイースタン・カンファレンス記録を15個、ジョージア州記録を30個更新し、1982年にはハイズマン賞を受賞した。

### USFL時代 (1983-1985)
1983年、ウォーカーはUSFLのニュージャージー・ジェネラルズと3年総額520万ドルで契約する。しかしこの契約は、リーグのサラリーキャップである180万ドルを回避するために、選手契約ではなくチームのオーナーと個人契約を結ぶという荒業を使った。新興リーグのUSFLを盛り上げるためには、大学フットボールの花形選手であるウォーカーの加入は喜ばしいことであったため、異論を唱えるチームはいなかった。1983年と1985年にはラン獲得ヤード1位を獲得。特に1985年はプロフットボール記録の2,411ヤードを走る。これは平均5.5ヤードとなる数字である。また、ラン・パス獲得ヤードでは4,000ヤードを超える活躍であった。USFLでの3年間では通算5,562ヤードを走った。
1年目の1983年シーズンが終わった後には、大学で刑事司法の理学学士を取得している。
- ラッシング回数：1143回
- ラッシング獲得ヤード：5,562ヤード
- ラッシングタッチダウン回数：55回

※以上USFL記録

### NFL時代 (1986-1997)

#### カウボーイズ
USFLが上手く行っていないと判断したダラス・カウボーイズは1985年のNFLドラフト5巡目でウォーカーを指名する。案の定、USFLは1985年シーズン終了後に解散、ウォーカーはカウボーイズの一員となる。1987-1988シーズン、1988-1989シーズンには2年連続でプロボウル、オールプロに選出されるなどの活躍をする。1988年にはバレエを練習に取り入れるという、ユニークな練習スタンスで話題となった。1989年10月12日、カウボーイズはウォーカーをミネソタ・バイキングスにトレードし、5選手とドラフト指名権6つを獲得した。1990年のドラフトでは、カウボーイズはこの指名権でエミット・スミスなど多くの有望な選手を獲得し、黄金期を迎えることとなり、バイキングスファンからは大きな失敗トレードと言われている。

#### バイキングス以降
バイキングス移籍後はリターナーとしても出場、1989-1990シーズンにはキックオフリターン・タッチダウンも記録した。1992-1993シーズンからはフィラデルフィア・イーグルスに移籍、このシーズンは自身2度目となる1,000ヤードラッシュを記録した。1994-1995シーズンには2度目となるキックオフリターン・タッチダウンを記録。33歳となった翌シーズンはニューヨーク・ジャイアンツに移籍、この年からは、ほぼリターナー専任となる。1996年シーズンには古巣カウボーイズに復帰し、翌シーズン限りで引退した。
12年のNFLでの選手生活で、ラッシング獲得ヤード8,225ヤード、パスレシーブ獲得ヤード4,859ヤード、キックオフリターン5,084ヤードを記録、合計18,168ヤードはNFL歴代8位の記録である。タッチダウンはラッシング61回、レシーブ21回、リターン2回で合計84回を記録した。ウォーカーはオフェンスで10,000ヤード獲得し、リターンで5,000ヤードを獲得した唯一の選手である。また、通算60タッチダウン以上でラン・パスでそれぞれ20回以上記録しているのは彼以外には5人しかいない（他はジム・ブラウン、レニー・ムーア、マーカス・アレン、マーシャル・フォーク、サーマン・トーマス）。

### その他のスポーツ
陸上競技でも100mを10秒22で走り、オリンピックの4×100mリレーの代表候補にもなったほどのウォーカーは、その脚力を生かし1992年のアルベールビルオリンピックに2人乗りボブスレーのアメリカ代表として出場。結果は7位であった。
テコンドーの黒帯所持者で段位は5段である。

### 総合格闘技
2009年9月にアメリカ合衆国の総合格闘技団体「Strikeforce」との間で試合出場契約を交わし、その後はカリフォルニア州サンノゼのアメリカン・キックボクシング・アカデミーに所属し、集中的なトレーニングを行った。
2010年1月30日、フロリダ州サンライズで行われた「Strikeforce: Miami」で47歳にしてプロ総合格闘技に初挑戦。キャリア2戦のグレッグ・ナージと対戦し、3ラウンドにパウンドによるTKO勝利を収めた。StrikeforceのCEOであるスコット・コーカーは、ウォーカーはこの試合の賞金をチャリティーに寄付することを約束したと語っている。
2011年1月29日、およそ1年ぶりの2戦目となったStrikeforce: Diaz vs. Cyborgでスコット・カーソンと対戦し、カーソンがグラウンド状態から立ち上がろうとしたところにパンチを入れTKO勝ちを収めた。

#### 戦績
| 総合格闘技 戦績 | 総合格闘技 戦績 | 総合格闘技 戦績 | 総合格闘技 戦績 | 総合格闘技 戦績 | 総合格闘技 戦績 | 総合格闘技 戦績 |
| --------------- | --------------- | --------------- | --------------- | --------------- | --------------- | --------------- |
| 2 試合          | (T)KO           | 一本            | 判定            | その他          | 引き分け        | 無効試合        |
| 2 勝            | 2               | 0               | 0               | 0               | 0               | 0               |
| 0 敗            | 0               | 0               | 0               | 0               | 0               | 0               |

| 勝敗 | 対戦相手           | 試合結果                          | 大会名                       | 開催年月日    |
| ○    | スコット・カーソン | 1R 3:13 TKO（スタンドパンチ連打） | Strikeforce: Diaz vs. Cyborg | 2011年1月29日 |
| ○    | グレッグ・ナージ   | 3R 2:17 TKO（パウンド）           | Strikeforce: Miami           | 2010年1月30日 |

## 引退後
1999年にスポーツ・イラストレイテッド誌が選出したNCAAフットボール・オールセンチュリー・チームに選出された。同じ年にはカレッジフットボールの殿堂入りを果たした。
また、FOXスポーツネットの「スポーツリスト」では歴代大学フットボールの最優秀ランニングバックに選ばれ、2008年にはESPNは大学フットボールの偉大な25選手の3位にウォーカーを選出した。
現在は調理済みの鶏肉料理と前菜をレストランなどに卸す会社を経営しており、利益は慈善団体に寄付している一方で、学校などでの講演活動も行っている。
2008年1月、多重人格障害に悩まされていたことを告白した。

## 政界進出
第45代大統領ドナルド・トランプとの親交が長く続いており、2022年11月8日に行われた中間選挙でのアメリカ合衆国上院のジョージア州選挙区に共和党から立候補したが、決選投票で民主党現職のラファエル・ワーノック議員に敗れた。
12月17日、次期大統領ドナルド・トランプにより、駐バハマアメリカ合衆国大使に指名された。

## 受賞歴・記録
- プロボウル選出：2回（1987年、1988年）
- オールプロ選出：2回（1987年、1988年）
- 総獲得ヤード1位：2回（1987年、1990年）